# Lies Ketterer

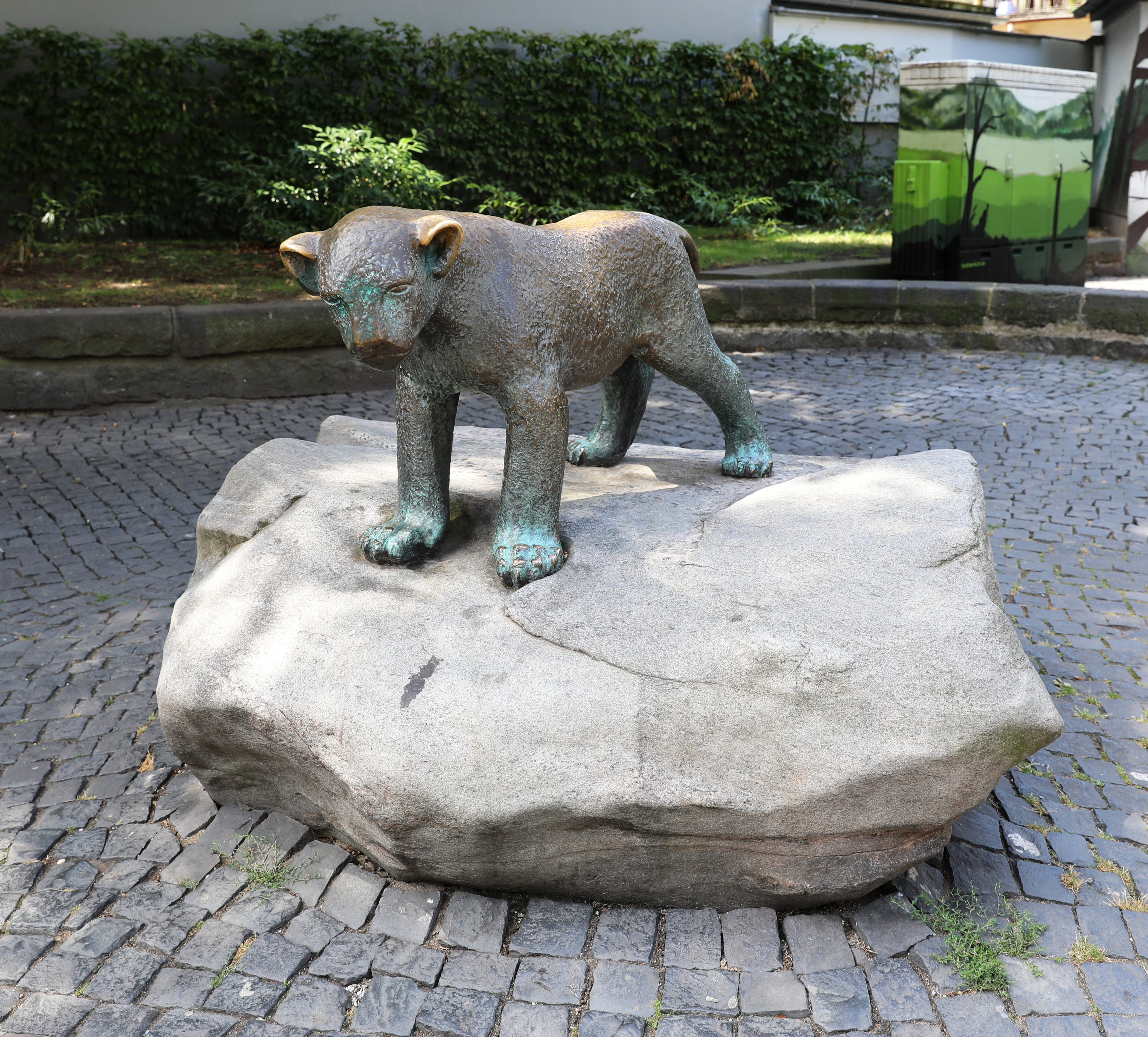
Bronzelöwe in der Solinger Innenstadt

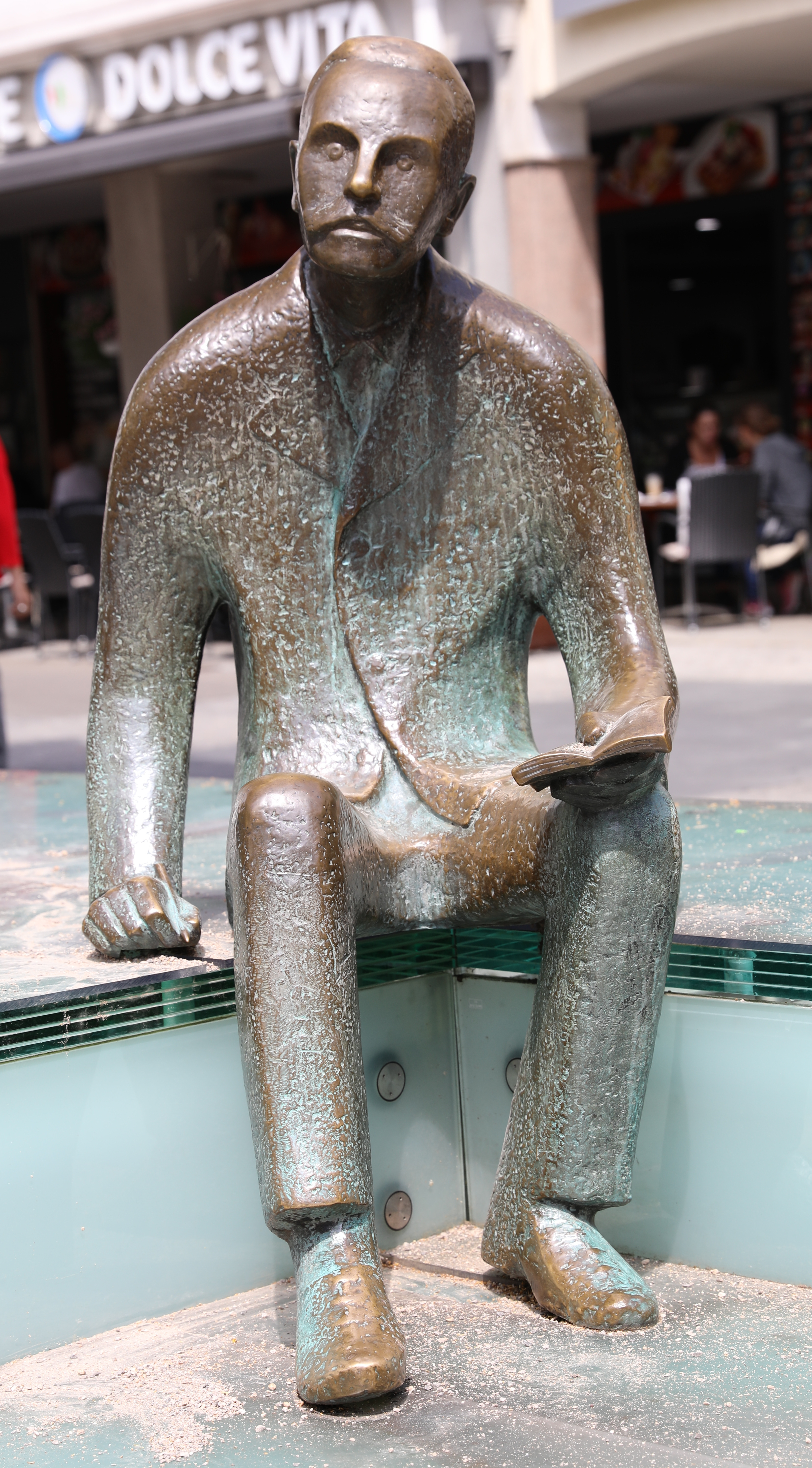
Denkmal des Solinger Heimatdichters Peter Witte

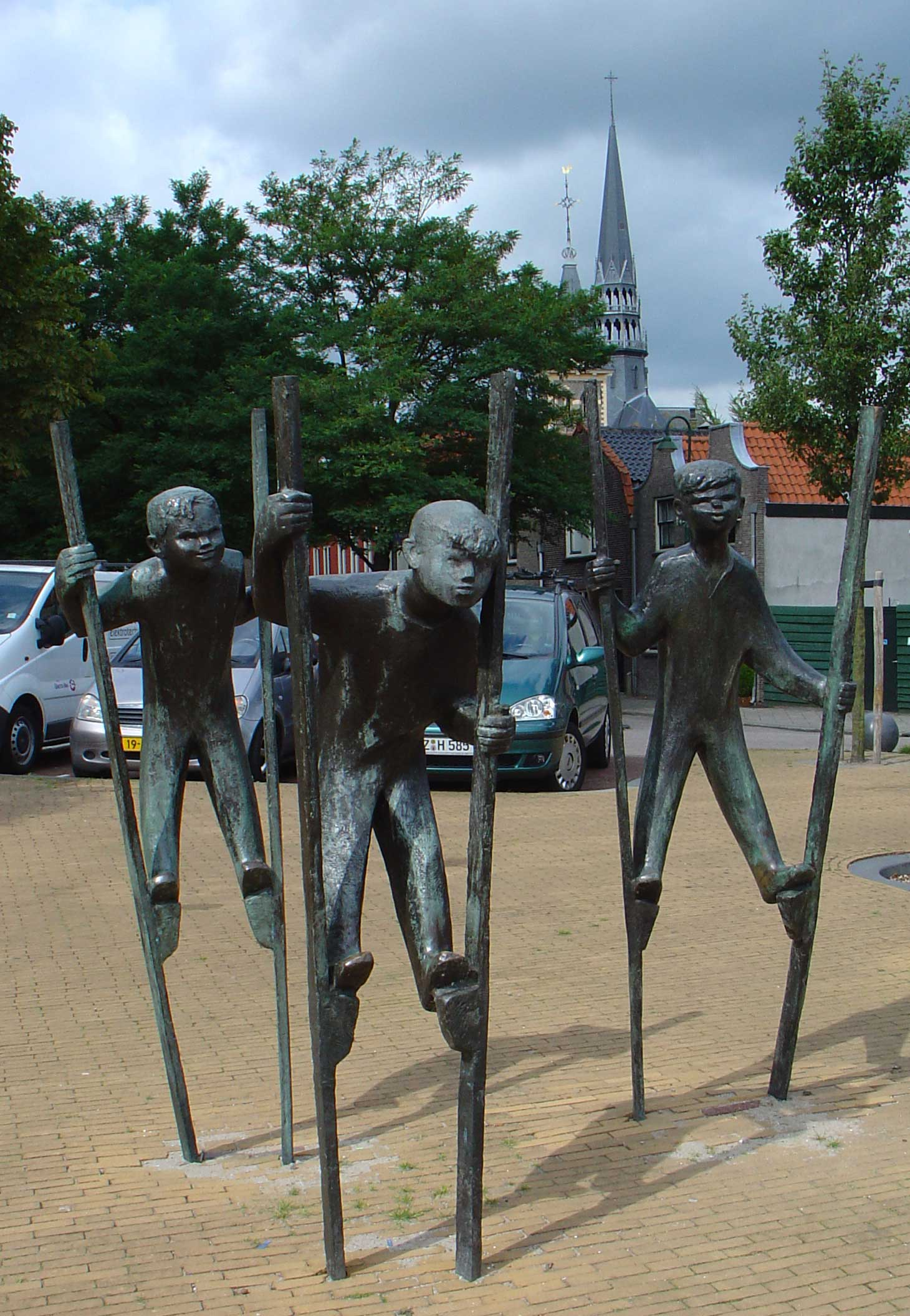
De steltloper von Lies Ketterer in Gouda, Solingens niederländischer Partnerstadt

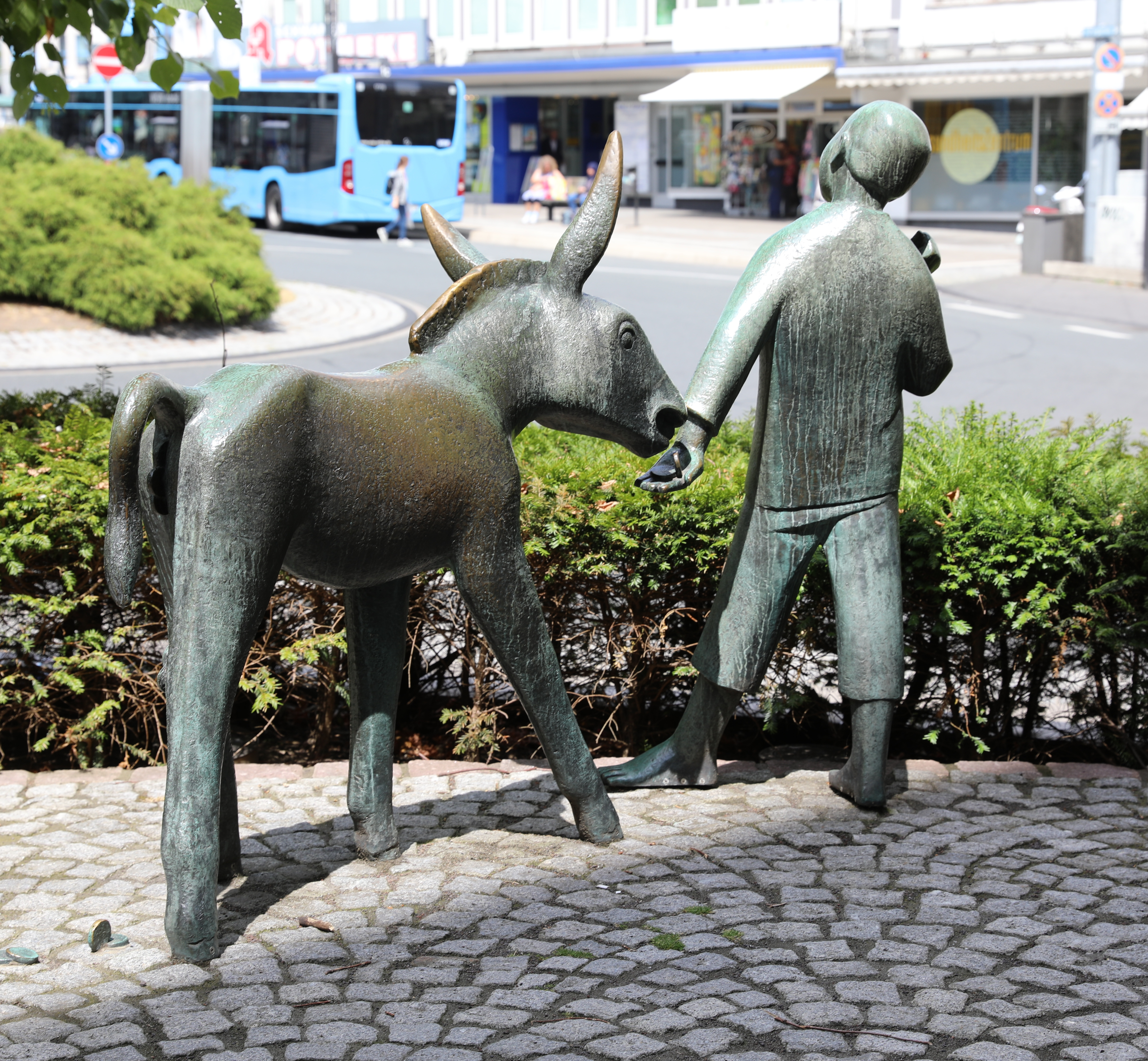
Die Figur von Hans im Glück wurde 2025 entwendet (2019)

Florentine Luise „Lies“ Ketterer (* 14. Juni 1905 in Berlin; † 30. Oktober 1976 in Solingen) war eine deutsche Bildhauerin.

## Biographie
Lies Ketterer wurde als Tochter des Elektromonteurs Carl August Ketterer und dessen Frau Lina, geborene Kirschner, in Berlin geboren; sie hatte zwei ältere Geschwister. 1913 zog die Familie nach Solingen, der Heimatstadt Lina Ketterers. Nach Abschluss der Volksschule im Jahre 1919 nahm Lies Ketterer eine künstlerische Ausbildung an der Solinger Fachschule für Metallgestaltung bei Paul Woenne auf, zeichnete und arbeitete mit verschiedenen Materialien. Nach dem Tod des Vaters 1927 musste sie dieses Studium aufgeben und machte bis 1930 eine Schneiderlehre.
Nach Abschluss der Lehre ging Lies Ketterer nach Dresden und machte an der dortigen Kunstschule von 1931 bis 1934 eine Ausbildung zur wissenschaftlichen Zeichnerin und zur Bildhauerin. Für erste bildhauerische Versuche holte sie sich Anregungen im Dresdener Kinderzoo und im dortigen Museum für Völkerkunde. Von November 1932 bis April 1933 war sie als Mitarbeiterin des Museums tätig. Sie arbeitete auch als Zeichnerin für Dekorationsentwurf bei der Firma Ebeling in Dresden, als medizinisch-technische Zeichnerin in der Universitäts-Frauenklinik in Rostock sowie von 1934 bis 1938 als technische Zeichnerin bei den Heinkel-Flugzeugwerken ebenfalls in Rostock. 1938 ging sie nach Berlin und war von 1940 bis 1943 Mitarbeiterin von Otto Douglas Douglas-Hill an der Staatlichen Hochschule für Bildende Kunst. Daneben besuchte sie Seminare in Anatomie und die Metallklasse. Ab 1943 war sie in Berlin freiberuflich als Bildhauerin tätig. Im November 1944 kam Lies Ketterers ältere Schwester Trude in der Solinger Innenstadt nach einem Bombenangriff durch herabstürzende Trümmerteile ums Leben. Im Jahr darauf zog Ketterer zurück nach Solingen.
1950 entstand Lies Ketterers erste Arbeit im öffentlichen Raum, eine Gedenktafel für die Verfolgten des Naziregimes am Mahnmal in Ohligs an der Kamper Straße. Am 17. September 1953 trat sie eine Teilzeit-Beschäftigung im Stadtarchiv Solingen an, die sie bis zu ihrer Pensionsgrenze im Jahre 1970 innehatte.
Neben ihrer Arbeit im Archiv war Lies Ketterer als freie Bildhauerin tätig und schuf in Solingen zahlreiche Werke für den öffentlichen Raum; Tiere und Kinder waren ihre bevorzugten Themen. „Das nach 1950 neu entstandene Stadtbild von Solingen verdankt der Künstlerin Lies Ketterer einige liebenswerte, menschliche Züge.“ 1957 wurde ihre Plastik Hans im Glück mit dem Dukatenesel im Innenhof, dem sogenannten Brunnenhof, der Stadt-Sparkasse Solingen eingeweiht; mit ihrem Entwurf hatte sie einen Wettbewerb der Sparkasse gewonnen und wurde für die Arbeit vom Archiv freigestellt. Als Atelier wurde ihr das Dachgeschoss einer Grundschule zur Verfügung gestellt. Für die Figur des Jungen stand – wie auch für die Lausbuben – einer ihrer Neffen Modell. Die Plastik steht seit 2009 vor dem Sparkassengebäude. 1963 schuf sie die „von den Solingern mit Spannung erwartete“ Skulptur des Heimatdichters Peter Witte. Ihre Figuren eines Bronzelöwen und des Dichters befinden sich beide – nicht weit voneinander entfernt – an prominenten Stellen in der Solinger Innenstadt.
Aus Anlass des 700. Geburtstages der niederländischen Partnerstadt Solingens, Gouda, fertigte Ketterer 1972 De steltlopers (Die Stelzenläufer). Zwei kleinere Objekte von ihr – Sitzender Luchs und Sitzendes Mädchen – befinden sich im Wuppertaler Von der Heydt-Museum.
Lies Ketterer war auch als Schriftstellerin tätig und verfasste Erzählungen. 1968 war sie Gründungsmitglied des Soroptimist International, Club Solingen. Sie hielt regen Austausch mit vielen Solinger Künstlern, insbesondere mit Erwin Bowien, der sie und ihre Schwester in seiner Autobiographie würdigte sowie mit Bettina Heinen-Ayech, mit der sie 1971 eine große gemeinsame Ausstellung in der Theodor-Heuss-Akademie in Gummersbach durchführte. Lies Ketterer schuf einen ihrer berühmten Kinderköpfe von Bettina Heinen-Ayechs Tochter Diana.
Lies Ketterer starb 1976 nach langer Krankheit im Alter von 71 Jahren und wurde auf dem Solinger Friedhof an der Grünbaumstraße bestattet.

## Ehrungen
1963 wurde Lies Ketterer für ihr Gesamtschaffen mit dem Kunstpreis des Schlossbauvereins Burg an der Wupper ausgezeichnet. Aus diesem Anlass war eine Ausstellung mit 40 Werken von ihr auf Schloss Burg zu sehen.

## Werke (Auswahl)
- Erinnerungstafel Im Gedenken an die Toten – den Lebenden zur Mahnung, Haus für die Opfer des Faschismus, Kamper Straße/Sauerbreystraße in Solingen (1950)
- Wandschmuck Guntherstraße/Kriemhildenstraße in Solingen (1954)
- Hans im Glück mit dem Dukatenesel, Sparkasse Solingen (1957) (die Figur des Hans wurde Ostern 2025 von Metalldieben gestohlen[15])
- Crecelius-Medaille für den Bergischen Geschichtsverein (1957)
- Spielende Kinder, auch Lausbuben, Solingen-Merscheid (1960)
- Bergischer Kräher, auf dem Gelände der ehemaligen Jugendherberge Solingen-Gräfrath (1962)
- Peter-Witte-Denkmal, Alter Markt in Solingen (1963)
- Anni (Mädchen mit Schmetterling), Botanischer Garten in Solingen (1963)
- De steltlopers, Gouda, nach mehrmaligem Standortwechsel im Museumshafen (1972)
- Bronzelöwe, Fronhof in Solingen (1974)